# End er jeg stemt
End er jeg stemt (ik word nog steeds geïnspireerd) is een lied gecomponeerd door Christian Sinding. Het losstaande lied is een vertaling van een Russische tekst vertaald door Thor Lange.